# 季希 (大別列茲尼區)
48°55′13″N 22°49′34″E / 48.92028°N 22.82611°E
季希（烏克蘭語：Тихий）是烏克蘭西部的村莊，隸屬外喀爾巴阡州的烏日霍羅德區。該村始建於1599年，面積59.46平方公里，海拔高度574米，2001年人口505，人口密度每平方公里8.49人。